# Bulbophyllum serripetalum
Bulbophyllum serripetalum là một loài phong lan thuộc chi Bulbophyllum.